# Liste der Biografien/Buro
Liste der Biografien |
Portal Biografien |
Personensuche
# |
A |
B |
C |
D |
E |
F |
G |
H |
I |
J |
K |
L |
M |
N |
O |
P |
Q |
R |
S |
T |
U |
V |
W |
X |
Y |
Z |
?
 
Ba |
Be |
Bd |
Bg |
Bh |
Bi |
Bj |
Bl |
Bm |
Bn |
Bo |
Br |
Bs |
Bu |
Bw |
By |
Bz
 
Bua |
Bub |
Buc |
Bud |
Bue |
Buf |
Bug |
Buh |
Bui |
Buj |
Buk |
Bul |
Bum |
Bun |
Buo |
Buq |
Bur |
Bus |
But–Buz
 
Bura |
Burb |
Burc |
Burd |
Bure |
Burf |
Burg |
Burh |
Buri |
Burj |
Burk |
Burl |
Burm |
Burn |
Buro |
Burp |
Burq |
Burr |
Burs |
Burt |
Buru |
Burv |
Burw |
Burx |
Bury |
Burz
Die Liste der Biografien führt alle Personen auf, die in der deutschsprachigen Wikipedia einen Artikel haben. Dieses ist eine Teilliste mit 33 Einträgen von Personen, deren Namen mit den Buchstaben „Buro“ beginnt.

## Buro
- Buro, Andreas (1928–2016), deutscher Politikwissenschaftler und Autor

### Burob
- Burobin, Nikolai Alexandrowitsch (* 1937), russischer Volleyballballspieler

### Buroc
- Buroch, Dieter (* 1951), deutscher Theaterintendant

### Burok
- Burokas, Jonas (* 1943), litauischer Jurist und Politiker
- Burokas, Ramūnas (* 1985), litauischer Politiker, Vizeminister und stellvertretender Wirtschaftsminister
- Burokevičius, Mykolas (1927–2016), sowjetischer Politiker litauischer Abstammung
- Burokienė, Guoda (* 1970), litauische Politikerin und Agrarfunktionärin, Mitglied des Seimas

### Buron
- Buron, André (* 1967), deutscher Theaterregisseur, Journalist und Chefredakteur
- Buron, Robert (1910–1973), französischer Politiker, Mitglied der Nationalversammlung
- Buronson (* 1947), japanischer Comicautor
- Buronzo del Signore, Carlo Luigi (1731–1806), italienischer römisch-katholischer Geistlicher, Erzbischof von Turin

### Buros
- Burosch, Gustav (1938–2022), deutscher Mathematiker und Hochschullehrer
- Burosch, Hannelore (* 1947), deutsche Handballtorhüterin
- Burose, Adolf (1858–1921), deutscher Flötist
- Burose, Andreas (1945–1999), deutscher Fußballspieler

### Burou
- Burou, Georges (1910–1987), algerischer Gynäkologe

### Burov
- Burović, Kaplan (1934–2022), Schweizer Autor, Journalist und Albanologe

### Burow
- Burow, Andrei Konstantinowitsch (1900–1957), sowjetischer Architekt und Hochschullehrer
- Burow, Atanas (1875–1954), bulgarischer Bankier, Politiker und bulgarischer Außenminister (1926–1931)
- Burow, Emil (1856–1943), deutscher Musiker, Komponist und Kapellmeister
- Burow, Ernst (1838–1885), deutscher Arzt
- Burow, Ilja Alexejewitsch (* 1991), russischer Freestyle-Skisportler
- Burow, Johannes (1953–2001), deutscher Klassischer Archäologe
- Burow, Jörg (* 1961), deutscher Fußballspieler
- Burow, Karl Heinrich (1809–1874), deutscher Chirurg und Augenarzt
- Burow, Konstantin Fjodorowitsch (1854–1936), russischer Architekt
- Burow, Marlene (* 2000), deutsche SchauspielerinMarlene Burow (* 2000)

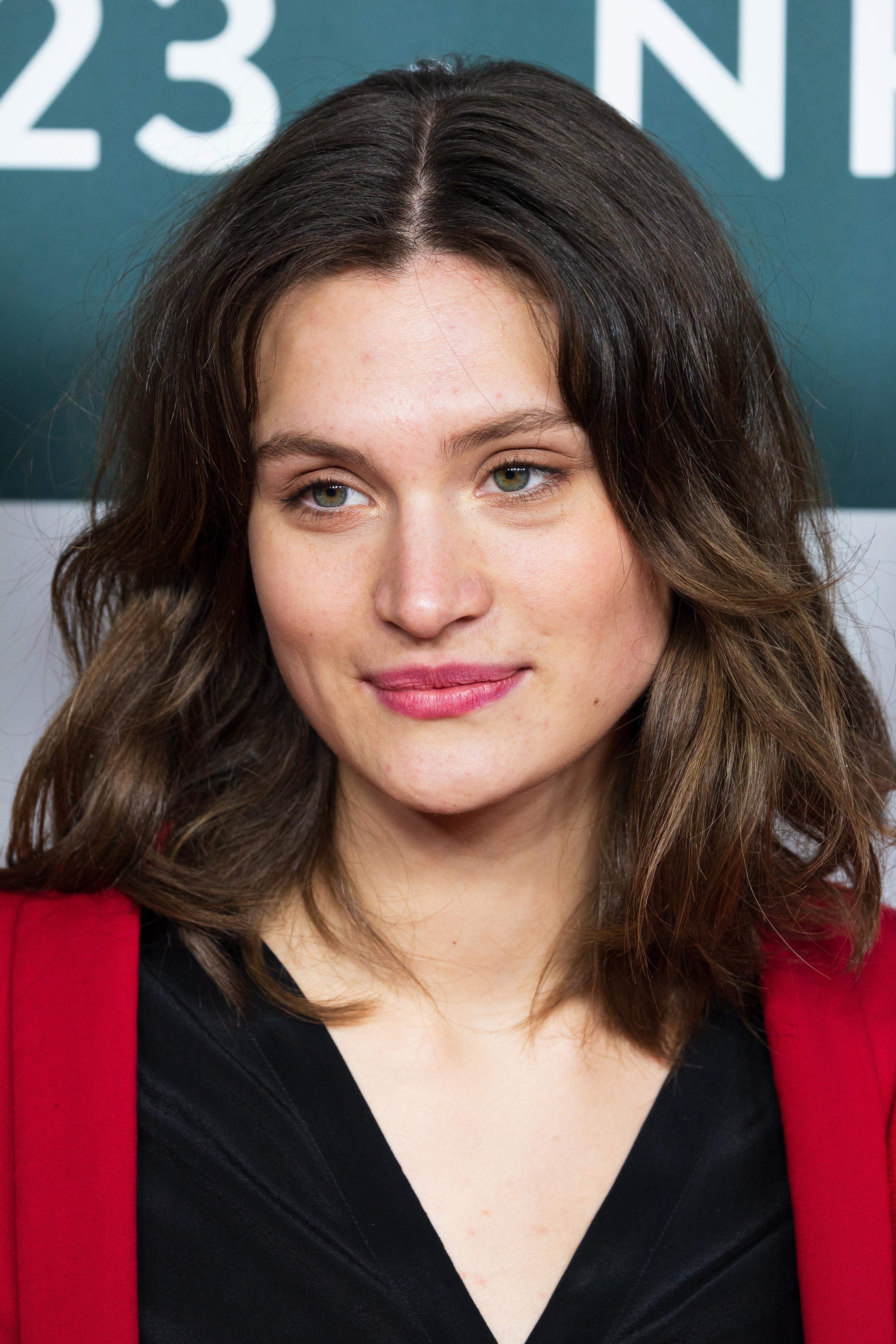
Marlene Burow (* 2000)

- Burow, Maxim Alexejewitsch (* 1998), russischer Freestyle-Skisportler
- Burow, Olaf-Axel (* 1951), deutscher Pädagoge, Professor für Allgemeine Pädagogik
- Burow, Patrick (* 1965), deutscher Jurist, Richter und Autor
- Burow, Willi (1912–1975), deutscher Buchbindermeister
- Burowa, Katharina (* 1978), deutsche Schauspielerin und Hörspielsprecherin russischer Herkunft
- Burowa, Olga Michailowna (* 1984), russische Crosslauf-Sommerbiathletin